# 海よ 海よ
「海よ 海よ」（うみようみよ）は、2002年3月21日に発売された鳥羽一郎のシングル。

## 解説
- 第53回NHK紅白歌合戦出場曲。

## 収録曲
- 両楽曲共に、作曲：宇崎竜童／編曲：丸山雅仁

1. 海よ 海よ（4分55秒）
  - 作詞：阿木燿子
2. 知らず知らずのうちに（3分46秒）
  - 作詞：宇崎竜童
3. 海よ 海よ（オリジナル・カラオケ）
4. 知らず知らずのうちに（オリジナル・カラオケ）